# Eva Elfie
Eva Elfie, vlastním jménem Julia Sergejevna Romanova, (* 27. května 1997 nebo 2000 Omsk) je ruská pornoherečka, erotická modelka a youtuberka.

## Kariéra
Po absolvování střední školy se v roce 2018 přestěhovala do Moskvy, kde následně pracovala jako manažerka a servírka. Předtím také pracovala jako korespondentka pro televizní kanál ve svém rodném Omsku.
Její první erotický modeling proběhl v roce 2018. Poté přijala nabídku natočit masturbační scénu. O pár měsíců později souhlasila s natočením klasických a lesbických sexuálních scén v Česku, kde pak natočila několik scén pro populární pornostránku ClubSweethearts. Po návratu do Moskvy se rozhodla točit amatérské porno. V únoru 2019 si založila účet na Pornhubu. Její první zde nahrané video se stalo velmi populárním, přičemž k únoru 2020 mělo více než 53 milionů zhlédnutí. Na začátku listopadu 2020 byla čtvrtá v žebříčku popularity na Pornhubu, což z ní činilo jednu z nejpopulárnějších pornohereček na stránce.
V říjnu 2020 vyhrála svou první cenu, a to XBIZ Europa Award v kategorii „Female Clip Artist of the Year“. V lednu 2021 vyhrála cenu AVN Award pro „Best New Foreign Starlet“.